# Festival Internacional de Cinema de Sant Sebastià 2023
El 71è Festival Internacional de Cinema de Sant Sebastià va tenir lloc del 22 al 30 de setembre de 2023 a Sant Sebastià, Els premis es van anunciar el 30 de setembre de 2023, i O corno va guanyar la Conquilla d'Or, sent la primera pel·lícula dirigida per una directora espanyola a guanyar aquest premi. La gala d'apertura fou presentada per Eva Hache i Gorka Otxoa.

## Antecedents
El maig de 2023, l'actor Javier Bardem va ser anunciat com a destinatari d'un Premi Donostia, així comel protagonista principal del cartell oficial de la 71a edició. El 7 de juliol de 2023 es va anunciar un primer subconjunt de la llista de pel·lícules de selecció oficial. El 14 de juliol de 2023 es van anunciar nous títols oficials de la selecció. L'agost de 2023, es va anunciar com a pel·lícula d'apertura Kimitachi wa Dō Ikiru ka, fora de competició. Més tard aquell mateix mes, es va anunciar que el director espanyol Víctor Erice seria el destinatari. d'un Premi Donostia. El 25 d'agost es va anunciar la totalitat de la selecció oficial. El 8 de setembre es va anunciar que el director japonès Hayao Miyazaki rebria un Premi Donostia, que se li lliurarà virtualment, mentre que el premi per a Bardem s'ajornaria al festival de l'any vinent a causa de la vaga de la SAG-AFTRA de 2023, que prohibeix a l'actor sindicat estatunidenc assistir als mitjans de comunicació o gravar vídeos d'agraïment.

## Jurats

### Competició principal
- Claire Denis, cineasta francesa – Presidenta del jurat[12]
- Fan Bingbing, actriu xinesa
- Cristina Gallego, productora, escriptora i directora colombiana
- Brigitte Lacombe, fotògrafa francesa
- Robert Lantos, productor hongarès-canadenc
- Vicky Luengo, actriu espanyola
- Christian Petzold, director alemany

### Premi Kutxabank-Nous Directors
- Emily Morgan, productora britànica – Presidenta del jurat[12]
- Christian Jeune, director francès del Departament de Cinema i adjunt del delegat general del Festival de Canes
- Ricardo Aldarondo, periodista i crític de cinema espanyol
- Juanita Onzaga, directora i artista colombiana
- Elisa Fernanda Pirir, productora noruega-guatemalenca

### Horitzons llatins
- David Hurst, productor francès – President del jurat[12]
- Manuela Martelli, directora, guionista i actriu xilena
- Elisa McCausland, periodista, crítica i investigadora espanyola

### Premi Zabaltegi-Tabakalera
- Fiorella Moretti, productora mexicana i presidenta de Luxbox – Presidenta del jurat[13]
- Cecilia Barrionuevo, comissària de cinema argentí

### Premi Irizar
- Telmo Irureta, actor espanyol – President del jurat[13]
- Mikele Landa, director espanyol
- Kristina Zorita, periodista, guionista i directora espanyola

## Seccions

### Selecció oficial
El cartell de la selecció oficial inclou:

#### En competició
Títol il·luminat indica guanyador del premi.
| Títol                        | Director(s)                    | País de producció                       |
| ---------------------------- | ------------------------------ | --------------------------------------- |
| All Dirt Roads Taste of Salt | Raven Jackson                  | Estats Units                            |
| Chun Xing                    | Tzu-Hui Peng, Ping-Wen Wang    | Taiwan                                  |
| Un amor                      | Isabel Coixet                  | Espanya                                 |
| Ex-Husbands                  | Noah Pritzker                  | Estats Units                            |
| Fingernails                  | Christos Nikou                 | Estats Units                            |
| Great Absence                | Kei Chika-Ura                  | Japó                                    |
| Kalak                        | Isabella Eklöf                 | Dinamarca                               |
| MMXX                         | Cristi Puiu                    | Romania Moldàvia França                 |
| Puan                         | María Alché, Benjamín Naishtat | Argentina Itàlia Alemanya França Brasil |
| La práctica                  | Martín Rejtman                 | Argentina Xile Portugal                 |
| L'île rouge                  | Robin Campillo                 | França Bèlgica                          |
| The Royal Green              | Kitty Green                    | Austràlia                               |
| O corno                      | Jaione Camborda                | Espanya Portugal Bèlgica                |
| Un silence                   | Joachim Lafosse                | Bèlgica França Luxemburg                |
| Le successeur                | Xavier Legrand                 | França                                  |
| El sueño de la sultana       | Isabel Herguera                | Espanya Alemanya                        |

#### Fora de competició
| Títol original                                | Director(s)                      | País de producció                     |
| --------------------------------------------- | -------------------------------- | ------------------------------------- |
| Kimitachi wa Dō Ikiru ka 君たちはどう生きるか | Hayao Miyazaki                   | Japó                                  |
| La Mesías (sèrie de televisió)                | Javier Ambrossi, Javier Calvo    | Espanya                               |
| Dance First                                   | James Marsh                      | Regne Unit Hongria Bèlgica            |
| Projeccions especials                         |                                  |                                       |
| Dispararon al pianista                        | Fernando Trueba, Javier Mariscal | Espanya França Països Baixos Portugal |
| Un métier sérieux                             | Thomas Lilti                     | França                                |

### Nous Directors
La selecció de Nous Directors inclou:
Títol il·luminat indica guanyador del premi.
| Títol original             | Director(s)             | País de producció                           |
| -------------------------- | ----------------------- | ------------------------------------------- |
| Ashil                      | Farhad Delaram          | Alemanya Iran França                        |
| Bahadur The Brave          | Diva Shah               | Índia                                       |
| Bauryna Salu               | Askhat Kuchinhirekov    | Kazakhstan                                  |
| Kiri No Fuchi              | Daichi Murase           | Japó                                        |
| La estrella azul           | Javier Macipe           | Espanya Argentina                           |
| Xiao Yao You               | Jiang Ming              | R.P. de la Xina                             |
| Hi Mom                     | Ilia Malakhova          | Rússia                                      |
| Last Shadow At First Light | Nicole Midori Woodford  | Singapur Japó Eslovènia Filipines Indonèsia |
| El otro hijo               | Juan Sebastián Quebrada | Colòmbia França Argentina                   |
| Les Rayons Gamma           | Henry Bernadet          | {{CAN}                                      |
| Mother, Couch!             | Niclas Larsson          | Estats Units Dinamarca Suècia               |

### Horizontes Latinos
La secció Horizontes Latinos inclou les següents pel·lícules:
Títol il·luminat indica guanyador del premi.
| Títol original                               | Director(s)        | País de producció                                        |
| -------------------------------------------- | ------------------ | -------------------------------------------------------- |
| Alemania                                     | María Zanetti      | Argentina Espanya                                        |
| Blondi                                       | Dolores Fonzi      | Argentina Espanya Estats Units                           |
| El castillo                                  | Martín Benchimol   | Argentina França Espanya                                 |
| Clara se pierde en el bosque                 | Camila Fabbri      | Argentina                                                |
| El eco                                       | Tatiana Huezo      | Mèxic Alemanya                                           |
| Heroico                                      | David Zonana       | Mèxic                                                    |
| Los impactados                               | Lucía Puenzo       | Argentina                                                |
| El viento que arrasa (pel·lícula d’apertura) | Paula Hernández    | Argentina Uruguai                                        |
| Los colonos                                  | Felipe Gálvez      | Xile Argentina Regne Unit Taiwan França Dinamarca Suècia |
| Estranho caminho                             | Guto Parente       | Brasil                                                   |
| Pedágio (pel·lícula de clausura)             | Carolina Markowicz | Brasil Portugal                                          |
| Totem                                        | Lila Avilés        | Mèxic                                                    |

### Zabaltegi-Tabakalera
Títol il·luminat indica guanyador del premi.
| títol original                                     | Director(s)            | País de producció                                                       |
| -------------------------------------------------- | ---------------------- | ----------------------------------------------------------------------- |
| Xue Yun                                            | Wu Lang                | R.P. de la Xina                                                         |
| Camping du Lac                                     | Éléonore Saintagnan    | Bèlgica França                                                          |
| Contadores                                         | Irati Gorostidi        | Espanya                                                                 |
| Los delinquentes                                   | Rodrigo Moreno         | Argentina Brasil Xile Luxemburg                                         |
| Aunque es de noche                                 | Guillermo García López | Espanya França                                                          |
| Blaj                                               | Ilía Povolotski        | Rússia                                                                  |
| Here                                               | Bas Devos              | Bèlgica                                                                 |
| El auge del humano 3                               | Eduardo Williams       | Argentina Portugal Països Baixos Taiwan Brasil Hong Kong Sri Lanka Perú |
| L'île                                              | Damien Manivel         | França                                                                  |
| Bên trong vỏ kén vàng                              | Pham Thien An          | Singapur Vietnam França Espanya                                         |
| Mamántula                                          | Ion de Sosa            | Alemanya Espanya                                                        |
| Mixtape La Pampa                                   | Andres Di Tella        | Argentina Xile                                                          |
| Nights Gone By                                     | Alberto Martín Menacho | Suïssa Espanya                                                          |
| Orlando, ma biographie politique                   | Paul B. Preciado       | França                                                                  |
| Oyu                                                | Atsushi Hirai          | França                                                                  |
| La Palisiada                                       | Philip Sotnuchenko     | Ucraïna                                                                 |
| Subete No Yoru Wo Omoidasu (pel·lícula d’apertura) | Yui Kiyohara           | Japó                                                                    |
| Quitter la nuit                                    | Delphine Girad         | Bèlgica França Canadà                                                   |
| El juicio                                          | Ulises de la Orden     | Argentina Noruega França Itàlia                                         |
| Suigyo no Mayawari                                 | Kohei Igarashi         | Japó França                                                             |
| Sīlan                                              | Ashmita Guha Neogi     | França                                                                  |
| Or panas yachid                                    | Shaylee Atary          | Israel                                                                  |
| Duan pian gu shi                                   | Wu Lang                | R.P. de la Xina                                                         |
| Gamopitulo khalkhi                                 | Rati Oneli             | Geòrgia                                                                 |

### Perlak
La secció 'Perlak' inclou:
| Títol original                      | Director(s)         | País de producció    |
| ----------------------------------- | ------------------- | -------------------- |
| Roter Himmel                        | Christian Petzold   | Alemanya             |
| Anatomie d'une chute                | Justine Triet       | França               |
| Dumb Money                          | Craig Gillespie     | Estats Units         |
| La memoria infinita                 | Maite Alberdi       | Xile                 |
| Aku wa Sonzai Shinai 悪は存在しない | Ryusuke Hamaguchi   | Japó                 |
| Kuolleet lehdet                     | Aki Kaurismäki      | Finlàndia Alemanya   |
| Bâtiment 5                          | Ladj Ly             | França               |
| Io capitano                         | Matteo Garrone      | Itàlia               |
| May December                        | Todd Haynes         | Estats Units         |
| Memory                              | Michel Franco       | Mèxic Estats Units   |
| Kaibutsu 怪物                       | Hirokazu Kore-eda   | Japó                 |
| The New Boy                         | Warwick Thornton    | Austràlia            |
| Past Lives                          | Celine Song         | Estats Units         |
| Perfect Days                        | Wim Wenders         | Japó Alemanya        |
| Bastarden                           | Nikolaj Arcel       | Dinamarca            |
| Rosalie                             | Stéphanie Di Giusto | França               |
| La sociedad de la nieve             | Juan Antonio Bayona | Espanya Uruguai Xile |
| La zona d'interès                   | Jonathan Glazer     | Regne Unit           |

### Pel·lícula sorpresa
La següent pel·lícula fou programada com a sorpresa:
| Títol original | Director(s)   | País de producció |
| -------------- | ------------- | ----------------- |
| The Killer     | David Fincher | Estats Units      |

## Premis

### Competició principal
- Conquilla d'Or: O corno de Jaione Camborda[2][20][21]
- Premi Especial del Jurat: Kalak d’Isabella Eklöf
- Conquilla de Plata a la millor direcció: Tzu-Hui Peng i Ping-Wen Wang per Chun Xing
- Conquilla de Plata a la millor interpretació protagonista: Marcelo Subiotto per Puan & Tatsuya Fuji for Great Absence
- Conquilla de Plata a la millor interpretació de repartiment: Hovik Keuchkerian per Un amor
- Premi del Jurat al millor guió: María Alché i Benjamín Naishtat per Puan
- Premi del Jurat a la millor fotografia: Nadim Carlsen per Kalak

### Altres premis oficials
- Premi Kutxabank-Nous Directors: Bahadur The Brave de Diva Shah
- Premi Horizontes: El castillo de Martín Benchimol
- Premi Zabaltegi-Tabakalera: 	El auge del humano 3 d’Eduardo Williams
  - Menció especial: El juicio d’Ulises de la Orden
- Premi Nest Amma Ki Katha de Nehal Vyas
  - Menció Especial: Entre les autres de Marie Falys
- Premi Culinary Zinem: La Passion de Dodin Bouffant de Trần Anh Hùng
- Premi Eusko Labeld: Latxa de Mikel Urretabizkaia
  - Eusko Label Second Prize: Soroborda de Paolo Tizón
- Premi del Cinema Basc Irizar: Sultana's Dream d’Isabel Herguera
- Premi de l’Audiència San Sebastian: La sociedad de la nieve de J. A. Bayona
- Premi de l’Audiència San Sebastian a la millor pel·lícula europea: Io capitano de Matteo Garrone
- Premi de la Joventut TCM: La estrella azul de Javier Macipe

### Premis de la indústria
- Premi de la Indústria WIP LATAM: Most People Die on Sundays d’Iair Said
- Premi de la Indústria EGEDA PLATINO al millor WIP LATAM: Most People Die on Sundays d’Iair Said
- Premi de la Indústria WIP Europa: Mannequins de Michael Fetter Nathansky
- Premi WIP Europa: Mannequins de Michael Fetter Nathansky
- Premi al Millor Projecte del XII Fòrum de Coproducció Europa-Amèrica Llatina: These Were All Fields de Daniela Abad Lombana
- Premi DALE!: Little War de Barbara Sarasola-Day
- Premi Internacional Artekino: The Days Off de Lucila Mariani
- Premi Post-Producció ELAMEDIA - Euskadi: After the Night, the Night de Naomi Pacifique

### Altres premis
- Premi RTVE-Otra mirada: The Royal Green de Kitty Green
  - Menció Especial: All Dirt Roads Taste of Salt de Raven Jackson
- Premi Cooperació Espanyola: La estrella azul de Javier Macipe
- Premi Agenda Euskadi País Basc 2030: Les Indésirables de Ladj Ly
- Premi Dunia Ayaso: Creatura d’Elena Martín i Gimeno
  - Menció especial: While You're Still You de Claudia Pinto Emperador

### Premis Parallels
- Premi FIPRESCI: Fingernails de Christos Nikou
- Premi Feroz Zinemaldiad: Un amor de Isabel Coixet
- Premi Euskal Gidoigileen Elkartea: Sultana's Dream d’Isabel Herguera
- Premi Sebastiane: 20.000 espècies d'abelles d’Estibaliz Urresola Solaguren
  - Menció Especial: Gabi: Between Ages 8 and 13 d’Engeli Broberg
- Premi Lurra - Greenpeace: Aku wa Sonzai Shinai de Ryusuke Hamaguchi
- Premi SIGNIS: All Dirt Roads Taste of Salt de Raven Jackson
- Premi Ateneo Guipuzcoano: Great Absence de Kei Chika-Ura

### Premi Donostia
- Premi Donostia als èxits de tota una vida: Javier Bardem, Victor Erice i Hayao Miyazaki.[9][11]
- Premi Zinemira: Paco Sagarzazu